# ريكو كيوتشي
ريكو كيوتشي (باليابانية: 木内レイコ) مواليد 10 يوليو 1968، هي مؤدية أصوات يابانية.

## الأعمال

### أنمي
- بليتش
- أبطال الديجيتال الجزء الثاني
- الخيميائي الفولاذي
- القناص
- أوجاماجو دوريمي
- ون بيس
- ساموراي تشامبلو
- أمير التنس

### ألعاب
- هيلو 2

### الدبلجة
- ماري ستيوارت

## روابط خارجية
- ريكو كيوتشي على موقع IMDb (الإنجليزية)
- ريكو كيوتشي على موقع ميوزك برينز (الإنجليزية)
- ريكو كيوتشي على موقع قاعدة بيانات الفيلم (الإنجليزية)
- ريكو كيوتشي على موقع ANN person (الإنجليزية)